# بچه بروکلین
«بچه بروکلین» (به انگلیسی: Brooklyn Baby) ترانه‌ای از خواننده و ترانه‌نویس آمریکایی لانا دل ری برای سومین آلبوم استودیویی‌اش، خشونت افراطی (۲۰۱۴) است. این ترانه توسط دل ری نوشته و توسط دن آورباک تهیه شده‌است. این ترانه در ۸ ژوئن ۲۰۱۴ به‌عنوان چهارمین تک‌آهنگ آلبوم توسط اینترسکوپ رکوردز و پالیدور رکوردز منتشر شد.
این تک‌آهنگ در جدول فوران‌کننده هات ۱۰۰ به رتبه یک رسید.